# Afrique française du Nord
Pour les articles homonymes, voir AFN.
 (septembre 2022).
Si vous disposez d'ouvrages ou d'articles de référence ou si vous connaissez des sites web de qualité traitant du thème abordé ici, merci de compléter l'article en donnant les références utiles à sa vérifiabilité et en les liant à la section « Notes et références ».
1830 – 1962
(132 ans et 21 jours)
L'Afrique française du Nord (AFN) (en arabe شمال أفريقيا الفرنسية) est l'ensemble géographique constitué des anciennes colonies, dépendances et départements du Maghreb sous contrôle ou autorité française de 1830 au 5 juillet 1962 (date d'indépendance de la dernière colonie, l'Algérie) dans le cadre de l'empire colonial français.

## Composition
L'Afrique française du Nord comprenait :
- l'Algérie française (actuelle Algérie), d'abord en tant que territoire conquis et ensuite en tant qu'ensemble de départements français ;
- le protectorat français de Tunisie (actuelle Tunisie) ;
- le protectorat français au Maroc (actuel Maroc, non comprises les zones, enclaves et présides espagnoles).

Sa dénomination a aujourd'hui un sens historique, auquel on rattache également et notamment les anciens combattants dits d'AFN.